# 世界遊戲大全51
《世界遊戲大全51》是一款由NDcube開發、並由任天堂發行在任天堂Switch上具有桌上遊戲要素的聚會遊戲。
本遊戲最初於2020年3月26日的任天堂迷你直面會中公佈，宣佈在同年6月5日發售，支援繁簡中文以及中文配音。同年6月15日開放下載免費便攜版，玩家能與持有正式版的人遊玩所有連線遊戲，或在單人遊戲試玩「西洋骨牌」、「四子棋」、「大富豪」和「軌道車」。

## 遊戲內容
這次為以集合世界多個地方文化的實體遊戲組成，本作可以支援同本地一部遊戲機同時四人遊玩，並且遊戲支援網絡連線，鄰接連線最多可支援四人遊玩，更可以線上先選取三款遊戲進行遊玩，找尋好友或是組成連線進行線上對局。同時部份遊戲支援以體感形式進行遊玩，亦支援部份遊戲直接使用主機的觸控式螢幕進行任天堂Switch的桌面模式遊玩體驗。
遊戲總共收錄了共五十一款遊戲，當中包括各式桌上遊戲、體育、派對向遊戲等等，以及追加鋼琴模擬器。基本上取自於全世界的各種知名的桌上遊戲內容。五十一款遊戲分為紙牌類、棋盤類、牌張類、運動機枱類、串聯拼砌類、迷你遊戲類，總共六種類型：
- 紙牌類型：「花牌」、「大富豪」、「快速接龍」、「二十一點」、「排七」、「連環新接龍」、「德州撲克」、「比大小」、「最後一張牌」、「接龍」、「記憶卡牌」
- 棋盤類型：「播棋」、「雙陸棋」、「黑白棋」、「西洋跳棋」、「四子棋」、「英國十字戲」、「西洋棋」、「將棋」、「兔子和獵犬」、「5五將棋」、「直棋」、「六貫棋」、「中國跳棋」、「五子棋」、「點格棋」
- 牌張類型：「西洋骨牌」、「日式麻將」、「快艇骰子」、「麻將對對消」
- 運動機枱類型：「高爾夫球」、「飛鏢」、「氣墊球」、「撞球」、「保齡球」、「射靶」、「釣魚」、「玩具網球」、「玩具足球」、「玩具冰壺」、「玩具拳擊」、「玩具棒球」
- 串聯拼砌類型：「章魚燒」、「滑塊益智」、「6連珠益智」
- 迷你遊戲類型：「彈戲」、「軌道車」、「猜顏色」、「豬尾巴」、「坦克對決」、「協力坦克」

## 登場人「偶」
登場人「偶」主要在推薦地球儀出現，另外有四位人「偶」在推薦地球儀和遊戲介紹影片同時登場：
- 拉塞爾（Russell），白人男性。在玩家玩完一次撲克牌遊戲後他會解鎖瑪利歐主題撲克牌。
- 尚海（Naomi[4]），黒人女性。在玩家玩完一次花牌後她會解鎖瑪利歐主題花牌。
- 亞伯特（Albert），紅髮男孩。在玩家玩完所有遊戲前後（不論有沒有勝出），他會解鎖工作人員的名單。
- 莉塔（Rita），棕髮女孩。在玩家玩完一次記憶卡牌後她會解鎖瑪利歐主題記憶卡牌。

## 评价
《世界游戏大全51》获得了业界的普遍好评，在游戏评分综合网站Metacritic上基于64篇评价获得82/100的综合分数。截至2022年12月，全球销量為464万份。

## 相關参考
1. ↑  .   [2020-03-28]. （原始内容存档于2020-03-27）.
2. ↑  . 巴哈姆特電玩資訊站. 2020-03-27  [2020-03-28]. （原始内容存档于2020-11-28）.
3. ↑  . store.nintendo.com.hk.   [2020-06-05]. （原始内容存档于2021-12-05） （中文）.
4. ↑  考慮她的種族以及Naomi也是希伯來名字，應該譯作「娜奧美」更貼切
5. ↑  Clubhouse Games: 51 Worldwide Classics for Switch Reviews （页面存档备份，存于）.Metacritic.[2020-11-08].
6. ↑  . ISBN 978-4-902346-47-3.

## 外部連結
- 官方网站：日本、北美、香港、臺灣